# È per gli orfanelli
È per gli orfanelli (C'est pour les orphelins) è un cortometraggio muto del 1916 diretto da Louis Feuillade.

## Trama
La mattina, dopo aver ricevuto una lettera dalla Gaumont, un artista si precipita negli studi della casa cinematografica insieme a tutta la famiglia: la moglie, la domestica e Bout-de-Zan, il figlio. Alla ricerca di una parte nel film, il quartetto familiare si aggira negli studi, incontrando gli artisti che vi lavorano. Dopo aver trovato un regista, un direttore della fotografia e uno sceneggiatore, a tutti viene affidato il loro ruolo con parziale soddisfazione di ognuno.

## Produzione
Il film fu prodotto dalla Société des Etablissements L. Gaumont.

## Distribuzione
Distribuito dalla Syndicat de la Presse Cinématographique, uscì nelle sale cinematografiche francesi il 19 gennaio 1917. Negli Stati Uniti, ha il titolo For the Children. Il cortometraggio faceva parte di un'antologia di pellicole prodotte in Francia per la raccolta di fondi a favore degli orfani. Masterizzato da una copia in 35 mm, il film è stato inserito in un DVD che comprende altri due lavori di Louis Feuillade, Les Vampires e Bout-de-Zan et l’embusqué. Il DVD è stato distribuito nel 2000 dalla Image Entertainment e dalla Gaumont nel 2006.